# Buchholtz György (evangélikus lelkész)
Idősebb Buchholtz György (Kisszeben, 1643. május 1. – Kakaslomnic, 1725. május 14.) evangélikus lelkész, ifjabb Buchholtz György és Buchholtz Jakab apja.

## Élete
Apja, Buchholtz György vagyonos polgár volt; középiskoláit hazájában végezte, mire Wittenbergbe ment, honnan 1665-ben tért vissza. – 1665-1675 között tanár – Ekkor Szepesolasziba ment tanítónak; de kevés idő múlva Selmecbányán folytatta teológiai tanulmányait és 1669-ben a tanári karba fölvétetett. A következő évben Dobsinára hívták meg iskolaigazgatónak; 1671-ben Szepesszombatba helyezték át ugyanazon állásba s egyúttal a 13 szepesi város jegyzője volt. – 1675-1682 között mint evangélikus nem oktathatott – 1675-ben a vallásüldözés alatt fogságot s száműzetést is szenvedett, ekkor üzlettel foglalkozott, vízi úton szállított árut Szepességből Gdanskig[forrás?]. 1682-ben, amikor megszűnt az evangélikusok vallási üldözése, evangélikus lelkipásztorrá szentelték, lelkipásztor volt Batizfalván 1682-1688 között, majd igehirdető Késmárkon 1688-1705 között, Kakaslomnicon 1705-1709 között, itt szünetekkel 1716-ig volt lelkipásztor.

## Művei
- Tátra-kutató[forrás?]
- Kézirati munkái: Suspiria quaedam per Georgium Buchholtz… concinnata ab anno 1688. usque ad annum 1705. (Az 1710-ben tomboló pestis járvány alkalmával latin versekben irt emlékirat);
- Diarium Buchholtzianum

## Emlékezete
- Sírja a kakaslomnici katolikus templomban található (régebben evangélikus templom volt)[forrás?].